# Áp suất hơi của nước
Áp suất hơi của nước là áp suất mà tại đó hơi nước là cân bằng nhiệt động lực học với trạng thái ngưng tụ của nó. Ở các áp suất cao hơn thì nước có thể ngưng tụ. Áp suất hơi của nước là áp suất thành phần của hơi nước trong hỗn hợp khí bất kỳ ở trạng thái cân bằng với nước lỏng hoặc rắn (băng). Như đối với các chất khác, áp suất hơi nước là một hàm của nhiệt độ và có thể xác định bằng quan hệ Clausius–Clapeyron.
| T, °C | T, °F | P, kPa   | P, torr  | P, atm |
| ----- | ----- | -------- | -------- | ------ |
| 0     | 32    | 0,6113   | 4,5851   | 0,0060 |
| 5     | 41    | 0,8726   | 6,5450   | 0,0086 |
| 10    | 50    | 1,2281   | 9,2115   | 0,0121 |
| 15    | 59    | 1,7056   | 12,7931  | 0,0168 |
| 20    | 68    | 2,3388   | 17,5424  | 0,0231 |
| 25    | 77    | 3,1690   | 23,7695  | 0,0313 |
| 30    | 86    | 4,2455   | 31,8439  | 0,0419 |
| 35    | 95    | 5,6267   | 42,2037  | 0,0555 |
| 40    | 104   | 7,3814   | 55,3651  | 0,0728 |
| 45    | 113   | 9,5898   | 71,9294  | 0,0946 |
| 50    | 122   | 12,3440  | 92,5876  | 0,1218 |
| 55    | 131   | 15,7520  | 118,1497 | 0,1555 |
| 60    | 140   | 19,9320  | 149,5023 | 0,1967 |
| 65    | 149   | 25,0220  | 187,6804 | 0,2469 |
| 70    | 158   | 31,1760  | 233,8392 | 0,3077 |
| 75    | 167   | 38,5630  | 289,2463 | 0,3806 |
| 80    | 176   | 47,3730  | 355,3267 | 0,4675 |
| 85    | 185   | 57,8150  | 433,6482 | 0,5706 |
| 90    | 194   | 70,1170  | 525,9208 | 0,6920 |
| 95    | 203   | 84,5290  | 634,0196 | 0,8342 |
| 100   | 212   | 101,3200 | 759,9625 | 1,0000 |

## Các công thức gần đúng
Có nhiều công thức tính gần đúng đã được công bố để tính toán áp suất hơi nước bão hòa trên mặt nước hay mặt băng. Một số công thức (theo trật tự độ chính xác tăng dần) được liệt kê dưới đây:
- {\displaystyle P=\exp \left(20,386-{\frac {5132}{T}}\right),\ \ \ \ (Pt.1)}

trong đó P là áp suất tính bằng mmHg (1mmHg = 133,322387415 Pa) và T là nhiệt độ tính bằng K.
- Phương trình Antoine

{\displaystyle \log _{10}P=A-{\frac {B}{C+T}},}
trong đó nhiệt độ T tính bằng °C và áp suất hơi P tính bằng mmHg. Các hằng số như bảng sau
| A       | B        | C       | Tmin, °C | Tmax, °C |
| ------- | -------- | ------- | -------- | -------- |
| 8,07131 | 1.730,63 | 233,426 | 1        | 99       |
| 8,14019 | 1.810.94 | 244,485 | 100      | 374      |
- Phương trình August-Roche-Magnus (hay Magnus-Tetens hoặc Magnus), như mô tả trong Alduchov & Eskridge (1996).[2] Phương trình 21 trong Alduchov & Eskridge (1996)[2] cung cấp các hệ số đề cập tại đây. Xem thêm thảo luận về các gần đúng Clausius-Clapeyron sử dụng trong khí tượng học và khí hậu học.

{\displaystyle P=0,61094\times \exp \left({\frac {17,625\times T}{T+243,04}}\right),}
trong đó nhiệt độ T tính bằng °C và áp suất hơi P tính bằng kilopascal (kPa).
- Phương trình Tetens

{\displaystyle P=0,61078\times \exp \left({\frac {17,27\times T}{T+237,3}}\right),}
trong đó nhiệt độ T tính bằng °C và  P tính bằng kPa.
- Phương trình Goff–Gratch (1946).[3]

{\displaystyle \log \ e^{*}\ =-7,90298\times (T_{\mathrm {st} }/T-1)\ +\ 5,02808\ \times \log(T_{\mathrm {st} }/T)-\ 1,3816\times 10^{-7}\times (10^{11,344(1-T/T_{\mathrm {st} })}-1)+\ 8,1328\times 10^{-3}\times (10^{-3,49149(T_{\mathrm {st} }/T-1)}-1)\ +\ \log \ e_{\mathrm {st} }^{*}}
trong đó e* là áp suất hơi nước bão hòa, tính bằng hPa; T là nhiệt độ không khí tuyệt đối, tính bằng K; Tst là nhiệt độ điểm bốc hơi (nghĩa là điểm sôi ở 1 atm), bằng 373,15 K và e*st là e* ở áp suất điểm bốc hơi, bằng 1 atm hay 1.013,25 hPa.
- Phương trình Buck.

{\displaystyle P=0,61121\times \exp \left(\left(18,678-{\frac {T}{234,5}}\right)\times \left({\frac {T}{257,14+T}}\right)\right),}
trong đó T tính bằng °C và P tính bằng kPa.

### Độ chính xác của các công thức
Bảng dưới đây so sánh độ chính xác của các công thức này, chỉ ra áp suất hơi bão hòa của nước tính bằng kPa, tính toán ở 6 mức nhiệt độ với phần trăm sai số so với bảng tính của Lide (2005):
| T (°C) | P (Bảng Lide) | P (Pt. 1)       | P (Antoine)     | P (Magnus)       | P (Tetens)      | P (Goff-Gratch) | P (Buck)        |
| ------ | ------------- | --------------- | --------------- | ---------------- | --------------- | --------------- | --------------- |
| 0      | 0,6113        | 0,6593 (+7,85%) | 0,6056 (-0,93%) | 0,6109 (-0,06%)  | 0,6108 (-0,09%) | 0,6089 (-0,40%) | 0.6112 (-0,01%) |
| 20     | 2,3388        | 2,3755 (+1,57%) | 2,3296 (-0,39%) | 2,3334 (-0,23%)  | 2,3382 (+0,05%) | 2,3355 (-0,14%) | 2,3383 (-0,02%) |
| 35     | 5,6267        | 5,5696 (-1,01%) | 5,6090 (-0,31%) | 5,6176 (-0,16%)  | 5,6225 (+0,04%) | 5,6221 (-0,08%) | 5,6268 (+0,00%) |
| 50     | 12,344        | 12,065 (-2,26%) | 12,306 (-0,31%) | 12,361 (+0,13%)  | 12,336 (+0,08%) | 12,338 (-0,05%) | 12,349 (+0,04%) |
| 75     | 38,563        | 37,738 (-2,14%) | 38,463 (-0,26%) | 39,000 (+1,13%)  | 38,646 (+0,40%) | 38,555 (-0.02%) | 38,595 (+0,08%) |
| 100    | 101,32        | 101,31 (-0,01%) | 101,34 (+0,02%) | 104,077 (+2,72%) | 102,21 (+1.10%) | 101,32 (0.00%)  | 101,31 (-0,01%) |

## Các phép xấp xỉ bằng số
Phục vụ các tính toán hệ trọng, Lowe (1977) đã phát triển hai cặp phương trình cho các nhiệt độ trên và dưới điểm đóng băng, với các cấp chính xác khác biệt. Chúng là rất chính xác (khi so với Clausius-Clapeyron và Goff-Gratch) nhưng sử dụng các đa thức lồng ghép để tính toán rất hiệu quả. Tuy nhiên, có nhiều cân nhắc gần đây hơn về các công thức có thể là chất lượng hơn, đáng chú ý có Wexler (1976, 1977), như thông báo của Flatau et al. (1992).

## Sự phụ thuộc của áp suất vào nhiệt độ

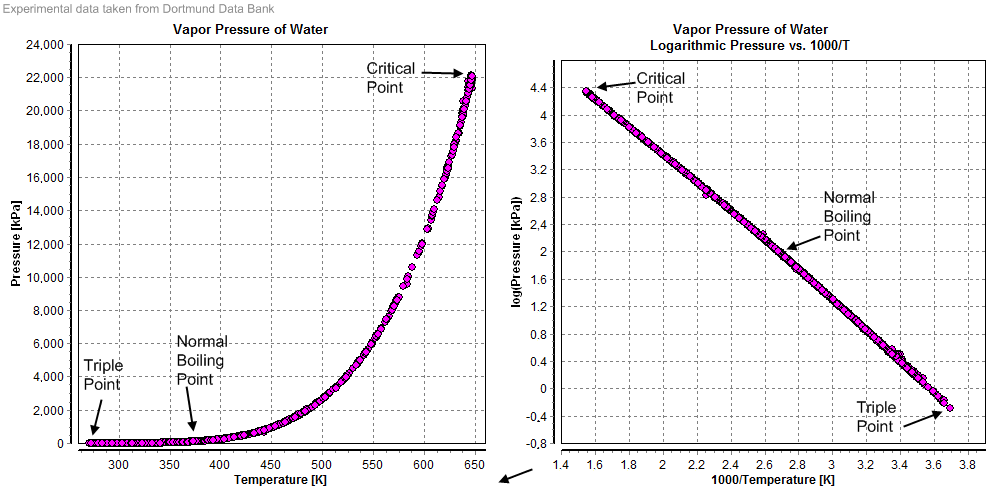
Các biểu đồ áp suất hơi của nước; dữ liệu lấy từ Ngân hàng Dữ liệu Dortmund. Các đồ thị chỉ ra điểm ba trạng thái (273,16 K + 0,611657 kPa), điểm sôi (373,15 K + 101,325 kPa / 1 atm) và điểm tới hạn (647,096 K + 22.060 kPa / 217,7 atm) của nước.